# Championnat d'Azerbaïdjan de football 1993
Navigation
Saison précédente Saison suivante
La saison 1993 du Championnat d'Azerbaïdjan de football était la 2e édition de la première division azéri depuis que la république a acquis son indépendance de l'ex-URSS en août 1991. Appelée Top League, elle regroupe 20 clubs azéris regroupés en 2 poules qui s'affrontent en matchs aller et retour. À la fin de cette première phase, les 2 premiers de chaque poule disputent la phase finale, sous forme de demi-finale et finale. Les trois derniers de chaque poule sont quant à eux relégués en deuxième division.

Cette saison, c'est le club de FK Qarabag Agdam qui remporte le titre en battant en finale le Khazar Symgayit sur le score de 1 à 0. C'est le premier titre de champion d'Azerbaïdjan de l'histoire du club, qui réalise même le doublé en battant le FK Inshaatchi Sabirabad en finale de la Coupe d'Azerbaïdjan.

## Les 20 clubs participants
| - FK Neftchi Bakou - Khazar Symgayit - Inshaatchi Bakou - Kur Mingechaur - Umud Dzalilabad - FK Shahdag-Samur Qusar - Vilyash Masall - FK Khazar Lenkoran - PFK Turan Tovuz - Nidzhat Mashtagi | - Kapaz Gandja - FK Qarabag Agdam - Inshaatchi Sabirabad - Azneftyag Bakou - Kurmuk Kakhi - Avei Agstafa - Dashgyn Zagataly - Azeri Bakou - Pambygchi Barda - Boz Gurd Samukh - Promu de D2 |

## Compétition
Le barème de points servant à établir tous les classements se décompose ainsi :
- Victoire : 2 points
- Match nul : 1 point
- Défaite : 0 point

### Première phase

#### Groupe A
| Rang | Équipe             | Pts | J  | G  | N | P  | Bp | Bc | Diff |
| ---- | ------------------ | --- | -- | -- | - | -- | -- | -- | ---- |
| 1    | Kapaz Gandja       | 30  | 18 | 13 | 4 | 1  | 48 | 13 | +35  |
| 2    | PFK Turan Tovuz    | 30  | 18 | 12 | 6 | 0  | 34 | 4  | +30  |
| 3    | FK Neftchi Bakou T | 27  | 18 | 11 | 5 | 2  | 39 | 11 | +28  |
| 4    | FK Khazar Lenkoran | 21  | 18 | 8  | 5 | 5  | 23 | 20 | +3   |
| 5    | Pambygchi Barda    | 18  | 18 | 7  | 4 | 7  | 17 | 21 | -4   |
| 6    | Kyur Mingechaur    | 18  | 18 | 6  | 6 | 6  | 21 | 25 | -4   |
| 7    | Nidzhat Mashtagi   | 15  | 18 | 7  | 1 | 10 | 23 | 27 | -4   |
| 8    | Avei Akstafa       | 11  | 18 | 3  | 5 | 10 | 11 | 26 | -15  |
| 9    | Azneftyag Bakou    | 8   | 18 | 3  | 2 | 13 | 12 | 33 | -21  |
| 10   | Umid Dzhalilabad   | 2   | 18 | 0  | 2 | 16 | 8  | 56 | -48  |

|  | Qualification pour la phase finale      |
|  | Relégation directe en deuxième division |

#### Groupe B
| Rang | Équipe                 | Pts | J  | G  | N | P  | Bp | Bc | Diff |
| ---- | ---------------------- | --- | -- | -- | - | -- | -- | -- | ---- |
| 1    | FK Qarabag Agdam       | 25  | 18 | 9  | 7 | 2  | 23 | 11 | +12  |
| 2    | Khazar Symgayit        | 24  | 18 | 11 | 2 | 5  | 29 | 15 | +14  |
| 3    | Dashgyn Zakataly       | 21  | 18 | 9  | 3 | 6  | 30 | 22 | +8   |
| 4    | Azeri Bakou            | 19  | 18 | 9  | 1 | 8  | 23 | 28 | -5   |
| 5    | Inshaatchi Bakou       | 18  | 18 | 7  | 4 | 7  | 28 | 22 | +6   |
| 6    | Vilyash Masally        | 17  | 18 | 7  | 3 | 8  | 21 | 24 | -3   |
| 7    | Gyumrik Kakhi          | 17  | 18 | 6  | 5 | 7  | 25 | 26 | -1   |
| 8    | Inshaatchi Sabirabad   | 16  | 18 | 5  | 6 | 7  | 21 | 22 | -1   |
| 9    | Boz Gurd Samukh P      | 14  | 18 | 4  | 6 | 8  | 19 | 30 | -11  |
| 10   | FK Shahdag-Samur Qusar | 9   | 18 | 3  | 3 | 12 | 19 | 38 | -19  |

|  | Qualification pour la phase finale      |
|  | Relégation directe en deuxième division |

### Seconde phase
|  | Demi-finales     | Demi-finales     |                 |   | Finale | Finale |
|  | Demi-finales     | Demi-finales     |                 |   | Finale | Finale |
|  |                  |                  |                 |   |        |        |
|  |                  |                  |                 |   |        |        |
|  |                  |                  |                 |   |        |        |
|  | Kapaz Gandja     | 0 (3)            |                 |   |        |        |
|  | Kapaz Gandja     | 0 (3)            |                 |   |        |        |
|  | Khazar Symgayit  | 0 (4)            |                 |   |        |        |
|  | Khazar Symgayit  | 0 (4)            | Khazar Symgayit | 0 |        |        |
|  |                  |                  | Khazar Symgayit | 0 |        |        |
|  |                  | FK Qarabag Agdam | 1               |   |        |        |
|  | FK Qarabag Agdam | FK Qarabag Agdam | 1               | 1 |        |        |
|  | FK Qarabag Agdam |                  |                 | 1 |        |        |
|  | PFK Turan Tovuz  | 0                |                 |   |        |        |
|  | PFK Turan Tovuz  | 0                |                 |   |        |        |

## Bilan de la saison
| Championnat d'Azerbaïdjan de football 1993 | |
| Champion                                   | FK Qarabag Agdam (1er titre)                                                                       |
| Coupes et trophées                         | |
| Vainqueur de la Coupe d'Azerbaïdjan 1993   | FK Qarabag Agdam                                                                                   |
| Promotions et relégations                  | |
| Promus en Top League                       | Khazri Buzovna                                                                                     |
| Promus en Top League                       | Avtomobilchi Yevlakh                                                                               |
| Relégués en First League                   | Avei Akstafa Azneftyag Baku Umid Dzhalilabad Dashgyn Zakataly Inshaatchi Sabirabad Boz Gurd Samukh |